# Albiorix (Mythologie)
Albiorix ist ein keltischer Gott aus Gallien. Er wurde eventuell als Stammesgott der Albioriges und vielleicht auch der Albici verehrt. Der Name leitet sich vermutlich vom mittelkymrischen Wort elfydd („Welt“, „Land“) her, das sich ebenso in Albion wiederfindet. Er bedeutet so viel wie „König des Landes“ oder „König der Welt“. Eine Inschrift aus Vaison-la-Romaine (Vasio) in der römischen Provinz Gallia Narbonensis bringt ihn nach der Interpretatio Romana mit Mars zusammen. Eine andere wurde in Oulx (Ulcium) in der Provinz Alpes Cottiae gefunden.